# Jailbreak (iOS)

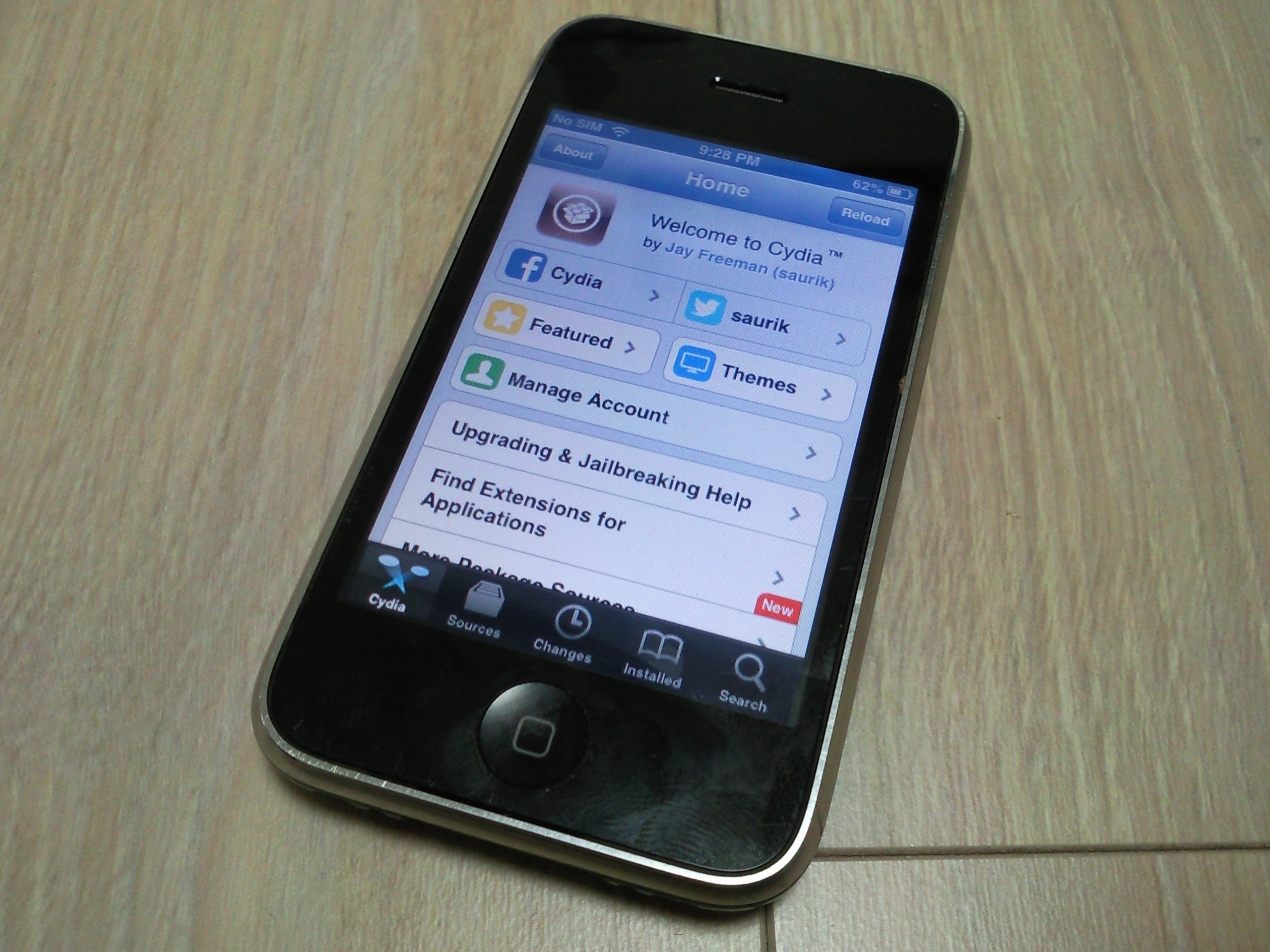
Cydia — репозиторій програмного забезпечення для пристроїв під керуванням iOS, в яких здійснено процедуру «jailbreak»

Джейлбре́йк (англ. Jailbreak, дос. «втеча з в'язниці») — експлойт підвищення привілеїв, за допомогою якого можна відкрити повний доступ до файлової системи пристрою на базі iOS. Він дозволяє розширити можливості апарата, наприклад, зробити можливим підтримку тем оформлення та встановлення неліцензійних додатків (а не лише з App Store). Також стає можливим встановити версію системного програвача від сторонніх розробників (PWNPlayer), що має розширені можливості в порівнянні зі стандартними, а також працювати з файловою системою, як у звичайному ПК або КПК. Jailbreak планшетного комп'ютера iPad дозволяє використовувати пристрій «Camera connection kit», як картрідер, та використовувати напівповноцінно USB-роз'єм (USB-диски в багатьох випадках не підтримуються, тому, що недостатньо живлення — про це вказує повідомлення при підключенні), деякі USB пристрої не можуть працювати з операційною системою iOS.
Після Jailbreak можливе встановлення з Cydia програм, які дозволяють зняти блокування GSM (операторами AT&T, Verizon, Sprint продаються iPhone-телефони за зниженою вартістю, за умови користування їхніми послугами зв'язку, при цьому використовується блокування-прив'язування пристрою до оператора, з яким підписано договір).
У більшості країн Jailbreak не є порушенням авторських прав компанії Apple (як і програмний злом багатьох інших пристроїв особистого використовування) та третіх сторін, чиї додатки встановлюються, оминаючи App Store.
У статті на сторінці підтримки Apple щодо джейлбрейка стверджується, що компанія «може відмовити в обслуговуванні iPhone, iPad або iPod Touch, на яких встановлено будь-яке несанкціоноване програмне забезпечення». Таким чином, будь-хто, хто здійснив джейлбрейк, маючи гарантію на пристрій чи ні, може отримати або не отримати сервісну підтримку від Apple.
У липні 2015 року з'явилися підтвердження того, що «проламані» пристрої уразливі до зовнішніх безконтактних атак хакерів.

## Нотатки
1. ↑  Включаючи tvOS (починаючи з 2-го покоління), watchOS або iPadOS.